# 969 (szám)
A 969 (római számmal: CMLXIX) egy természetes szám, szfenikus szám, a 3, a 17 és a 19 szorzata.

## A szám a matematikában
A tízes számrendszerbeli 969-es a kettes számrendszerben 1111001001, a nyolcas számrendszerben 1711, a tizenhatos számrendszerben 3C9 alakban írható fel.
A 969 páratlan szám, összetett szám, azon belül szfenikus szám, kanonikus alakban a 31 · 171 · 191 szorzattal, normálalakban a 9,69 · 102 szorzattal írható fel. Nyolc osztója van a természetes számok halmazán, ezek növekvő sorrendben: 1, 3, 17, 19, 51, 57, 323 és 969.
Kilencszögszám. Tetraéderszám.
A 969 négyzete 938 961, köbe 909 853 209, négyzetgyöke 31,12876, köbgyöke 9,89558, reciproka 0,0010320. A 969 egység sugarú kör kerülete 6088,40656 egység, területe 2 949 832,980 területegység; a 969 egység sugarú gömb térfogata 3 811 184 209,7 térfogategység.